# Trichomonas
 Trichomonas  ist eine Gattung einzelliger, 4 bis 30 µm großer Lebewesen innerhalb der Eukaryoten. Trichomonas spp. sind teilweise harmlose Kommensalen, einige Vertreter sind jedoch Krankheitserreger bei Mensch und Tier.

## Merkmale
Die birnenförmigen Vertreter der Protozoen haben vier nach vorn gerichtete Geißeln (1) (Flagella) und eine nach hinten gerichtete Schleppgeißel (2). Die Geißeln sind an Kinetosomen (3) verankert und von einer dreischichtigen Plasmamembran umhüllt. Die Schleppgeißel ist als gewellte (undulierende) Membran ausgebildet.
An der Basis dieser gewellten Membran befindet sich eine Costa genannte gestreifte Faser, von der man annimmt, dass sie die Struktur der Geißelwurzel stützt.
Am spitzen Ende des Zellkörpers tritt ein Achsenstab aus der Plasmamembran aus (5). Da das Genom der Trichomonaden in Form von Chromosomen in einem Zellkern (4) vorliegt, zählen sie zu den Eukaryoten.
Trichomonaden besitzen keine Mitochondrien zur Energiegewinnung, sondern sogenannte Hydrogenosomen. Die Vermehrung erfolgt durch einfache Längsteilung, unterschiedliche Entwicklungsformen wie bei anderen Protozoen kommen nicht vor.

## Arten (Auswahl)
- Trichomonas anatis, Darmparasit bei Enten
- Trichomonas buttreyi, Parasit in Blind- und Grimmdarm bei Schweinen
- Trichomonas canistomae, Kommensale der Maulhöhle bei Hunden
- Tritrichomonas caviae, Kommensale des Darms von Meerschweichen und Erreger der Trichomaiasis.
- Trichomonas equibuccalis, Kommensale der Maulhöhle bei Pferden
- Trichomonas felistomae, Kommensale der Maulhöhle bei Katzen
- Tritrichomonas foetus, Erreger einer meldepflichtigen Deckseuche bei Rindern.
- Trichomonas gallinae, Parasit im oberen Verdauungstrakt von Hühnern, Tauben, Wildvögeln, z. B. als Ursache vom Finkensterben 2009 in Norddeutschland → Gelber Kropf
- Trichomonas gallinarum, Parasit im Blinddarm von Hühnern
- Trichomonas hominis, ein der Art Giardia intestinalis ähnlicher Darmparasit
- Trichomonas microti, Parasit im Blinddarm von Nagetieren
- Trichomonas pavlovi, Parasit im Dickdarm von Rindern
- Trichomonas tenax, harmloser Kommensale in der Mundhöhle des Menschen
- Trichomonas vaginalis, Auslöser einer sexuell übertragbaren Vaginalinfektion (Trichomoniasis) beim Menschen